# ジョージアの国名
ジョージアの国名（ジョージアのこくめい）では、南コーカサスにあり日本語でジョージア（英: Georgia [ˈdʒɔːrdʒə] ( 音声ファイル)）、またはグルジア（露: Грузия [ˈɡruzʲɪjə]  ）と呼ばれている国家の名称について解説する。
英語圏で使われている同国の外名（エクソニム）である"Georgia"の語源は明らかではないが、ギリシア語起源説、キリスト教の聖人説、ペルシア語起源説などがあり、これらのいくつかが合わさった説もある。ジョージア国政府はラテン文字表記の"Georgia"を基準的な外名と定義しており、ロシア語由来（異説あり）とされる外名"Gruziya"（Грузия, グルジア）の使用を積極的に排除しようとしている。

## 内名

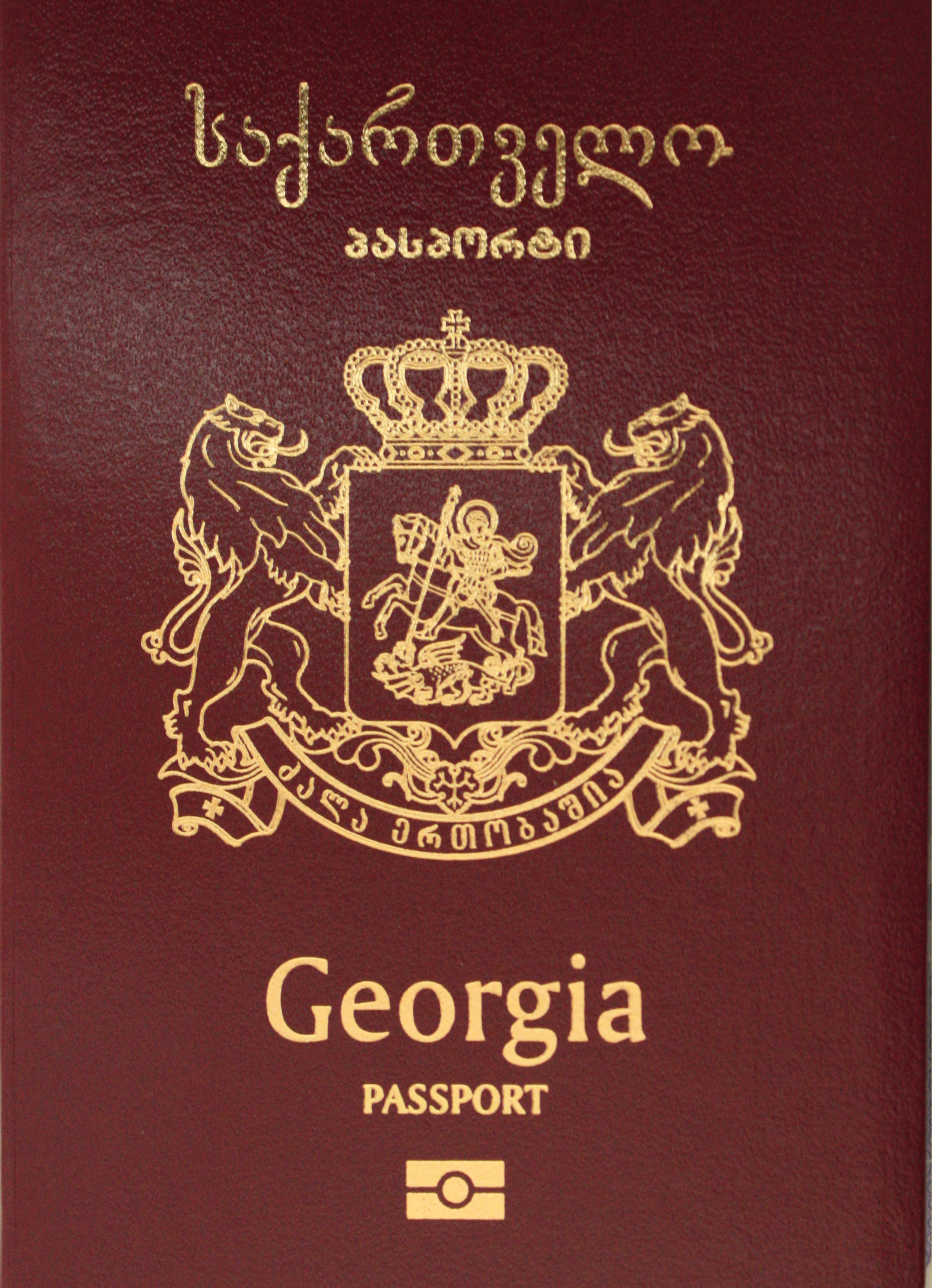
ジョージアの旅券の表紙。国名はグルジア語（カルトリ語）と英語で表記してある。

ジョージア国内で自国を指す内名（エンドニム）は、憲法第2条1項に定められたサカルトヴェロ（საქართველო  Sakartvelo [sakʰartʰvɛlɔ]  ）である。同国の多数民族を指す「カルトヴェリ」（kartvel-i）という語は元々グルジアの東部にあたる地域を統治したイベリア王国（コーカサス・イベリア）の中心であるカルトリ地域に住む人を指すが、9世紀までに「カルトリ」という語は中世グルジアの全地域に住む人を指すようになった。また接周辞のsa- -oは「〜が住む場所」の意味であり、〜には民族名が入る。国名がカルトリに由来する原因としては、その時期にグルジアの政治実体と文化が芽生えはじめたことが考えられる。
サカルトヴェロという名前が初めて歴史書に現れるのは800年ごろジュアンシャル・ジュアンシェリアニが書いた『グルジア年代記』である。その後200年間、サカルトヴェロの意味は徐々に変わり、1008年にバグラト3世がアブハジア王国とタオ＝クラルジェティを統一してグルジア王国を成立させると、サカルトヴェロは全グルジアを指すようになった。しかし、それが公的に使われるには13世紀までかかっている。
15世紀にグルジア王国が崩壊してイメレティ王国、カヘティ王国、カルトリ王国など3つの王国と5つの公国が成立しても、統一したグルジア国の記憶は人々の心に残った。そのため、この時期の王たちはグルジア王の称号を決して捨てなかった。18世紀の王族ヴァフシティ王子が書いた『グルジア王国の記述』も統一グルジアを堅持した。彼の生きていた時代、グルジアは現実にはいくつかの王国と公国に分裂していたが、彼はそれらを1つの国として扱い歴史書に表現した。

他のカルトヴェリ語族の言語でも似たような表現が使われている。メグレル語ではსაქორთუო sakortuo、ラズ語ではოქორთურა okortura、スヴァン語ではსაქართველო sakartvelo、アブハズ語ではҚырҭтәыла Kyrţtwylaである。非カルトヴェリ語族の言語では、リトアニア語で2018年から従来の「グルジア」にあたる呼称の使用を取りやめて「サカルトヴェロ」に対応する呼称へ外名を変更することが発表されているが、それぞれ Gruzija（グルジヤ）、Sakartvelas（サカルトヴェラス）という呼称である。

## 諸言語の外名

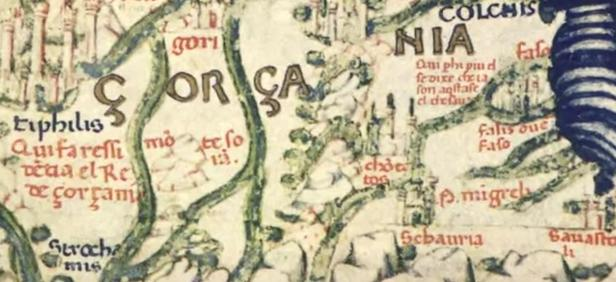
Gorgania（ジョージア）と示したフラ・マウロの世界図。

カルトヴェリ語族以外の言語で外名として「#サカルトヴェロ」に由来する呼称を使用するのはエスペラントの"Kartvelio カルトヴェリーオ"などごく少数であり、他の言語では以下に挙げるような別系統の呼称が大部分を占めている。
国連公用6言語における外名は次の通りである。
| 言語名           | 表記（ローマ字転写） | 表記（ローマ字転写） | 国際発音記号 | （カナ転写）         |
| ---------------- | -------------------- | -------------------- | ------------ | -------------------- |
| 英語             | Georgia              | Georgia              | [ʤɔːʤə]      | （ジョージャ）       |
| フランス語       | Géorgie              | Géorgie              | [ʒeɔʁʒi]     | （ジェオルジ）       |
| スペイン語       | Georgia              | Georgia              | [xeˈoɾxja]   | （ヘオルヒア）       |
| ロシア語         | Грузия               | Gruziya              | [ɡrˈuzʲɪjə]  | （グルージヤ）       |
| 中国語（簡体字） | 格鲁吉亚             | Gelujiya             | [gélǔjíyà]   | （クールーチーヤー） |
| アラビア語       | جورجيا               | Jurjia               | [dʒawrdʒaː]  | （ジュルジア）       |

### ジョージア（ゲオルギア）

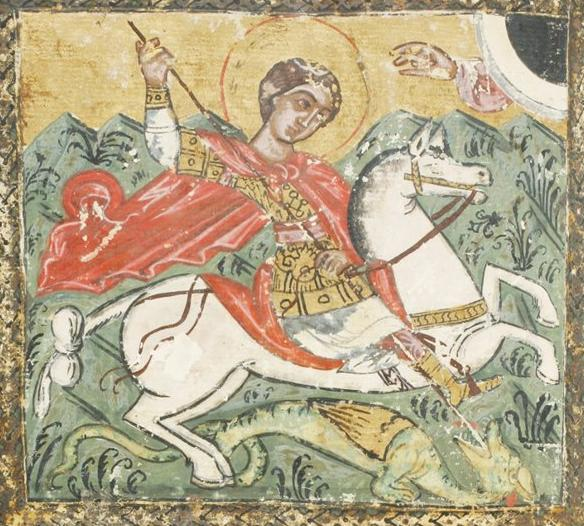
聖ゲオルギオスのイコン（中世）

ジョージア憲法の公式英語訳では、第1条3項の国名を定めた部分にსაქართველოをラテン文字表記で音韻転写した"Sakartvelo"ではなく英語圏で使用される外名の"Georgia"が当てられており、パスポートの表紙にも"Georgia"と大書されるなど事実上これが政府によって「基準的な外名」と定義されている。同じ"Georgia"の綴りでも、言語別の発音はラテン語で「ゲオルギア」、英語で「ジョージア」、スペイン語で「ヘオルヒア」、イタリア語で「ジョルジャ」、ルーマニア語で「ジョルジア」と異なる。この他、ラテン語の「ゲオルギア」と同系統とされるものには北ゲルマン語群の諸語で"Georgien"と表記する「ゲオルギエン」（ドイツ語やスウェーデン語など）、フランス語表記の"Géorgie"（「ジェオルジ」）、ポルトガル語表記の"Geórgia"（「ジオルジア」）などがある。これら西欧から北欧にわたる呼称の由来とされる「ゲオルギア」の語源は確実には定義されていないが、いくつかの説がある。
1. ジャック・ド・ヴィトリー（英語版）とフランツ・フェルディナント・フォン・トロイロハの説では、グルジアでテトリ・ギオルギ（英語版）（聖人）がよく知られていることから、これを語源としている[13]。
2. ジャン・シャルダンなどが支持した説では「ゲオルギア」の語源をギリシア語のγεωργία （耕作）とγεωργία （農業）としている[14]。この説を支持する証拠として、小プリニウス[15]とポンポーニウス・メラ（英語版）[16]の著作には「ゲオルギ」という農耕民族が登場する。この名付けの理由は、パンティカパエウム川の対岸にいる放牧民族との区別である[1][2]。
3. 「ゲオルギア」という語は11世紀または12世紀にペルシア語のgurğとgurğānに由来するという説もある[17]。この2語は古代ペルシア語とパフラヴィー語のvrkānとwaručānからきている。その語源は不明だが、パフラヴィー語にはvarkâna（オオカミの地）という語があり、古アルメニア語のVirk（Վիրք）に連なる可能性もある[18]。
4. Elguja Khintibidze などは#ギリシア語説とペルシア語説を相容れない2説とせずに「ゲオルギア」という名前はギリシア語とペルシア語の両方の影響が合わさったとしている[注釈 1]。

英語圏では単に"Georgia"と呼称した場合、呼称の由来のみならず地理的・歴史的にも何ら関係のないアメリカ合衆国のジョージア州と混同されるおそれがあるため、特に国家の方をジョージア国（"Country of Georgia"）、アメリカの州をジョージア州（"State of Georgia"）と呼び分ける場合がある。
グルジア語（カルトリ語）におけるアメリカの州の呼称はჯორჯია Jorjiaである。1996年、ジョージア国首都のトビリシと姉妹都市関係にあるアトランタ（ジョージア州都）でオリンピック開会式が執り行われると、入場行進においてジョージア選手団が特に大きな歓声で迎えられたエピソードは広く知られている。
日本で英語名の"Japan"をカナ転写した「ジャパン」が頻繁に使用されるのと同様に、「ジョルジア」（ჯორჯია）は「英語風の自国の呼称」として意図的に使用される場合があり、たとえば航空会社のジョージアン・エアウェイズは英語名の音韻"Georgian Airways"を自国語に転写したブランド名ჯორჯიან ეარვეისი （ジョルジアン・エアルヴェイシ）を使用している。英語名の"Georgia"はロシア語への音韻転写も行われており、キリル文字ではДжорджия Dzhordzhiyaロシア語発音: [dʐˈordʐᵻjə]と表記される。例えばニュースサイトのシヴィル・ジョルジア（სივილ  ჯორჯია）はロシア語名を≪Сивил Грузия≫ではなく≪Сивил Джорджия≫としている。漢字文化圏では、台湾（中華民国）が英語名の"Georgia"を音訳し「喬治亞」と表記する。

### イベリア

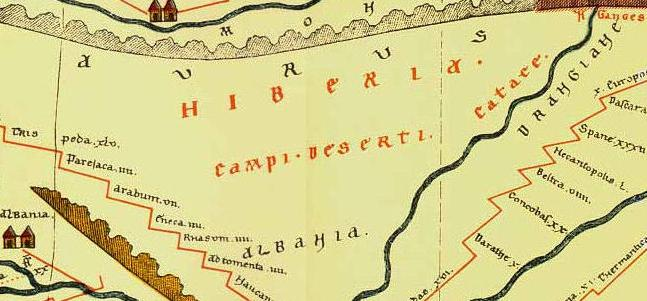
「Hiberia」（イベリア）と記したポイティンガー図。

イベリアの語源は、ギオルギ・メリキシヴィリの主張によるとアルメニア語のՎիրք（Virkʿ）、Իվիրք（Ivirkʿ）とԻվերք（Iverkʿ）にあり、これらは全てカルトヴェリ語族のSver（「グルジア人」）に連らなるものである。なお、Sver の頭文字S は接頭辞である。さらに、イヴァネ・ジャヴァヒシヴィリの主張によると、民族を指すSverの語源はHver（イベリア）と、アルメニア語でやはり「民族」を意味するVeriaおよびViriaにある。
ジョージア国のアルメニア語名はՎրաստան（Vrastan）およびՎիրք（Virkʿ、「イベリア」の意味）である。民族としてのグルジア人はアルメニア語ではՎրացիներ（Vratsʿiner）であり、これはそのまま「イベリア人」を意味する。

### グルジア（グルジスタン）

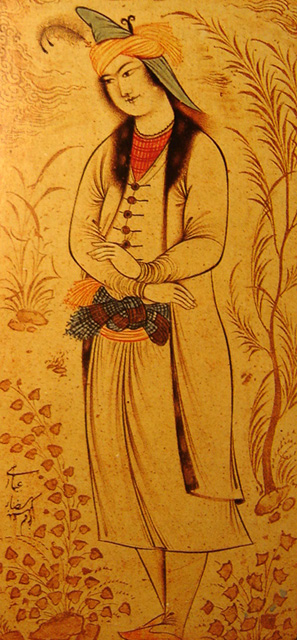
「ムハンマド＝ビーク・グルジ王子」（リダー・アッバースィー画、1620年）

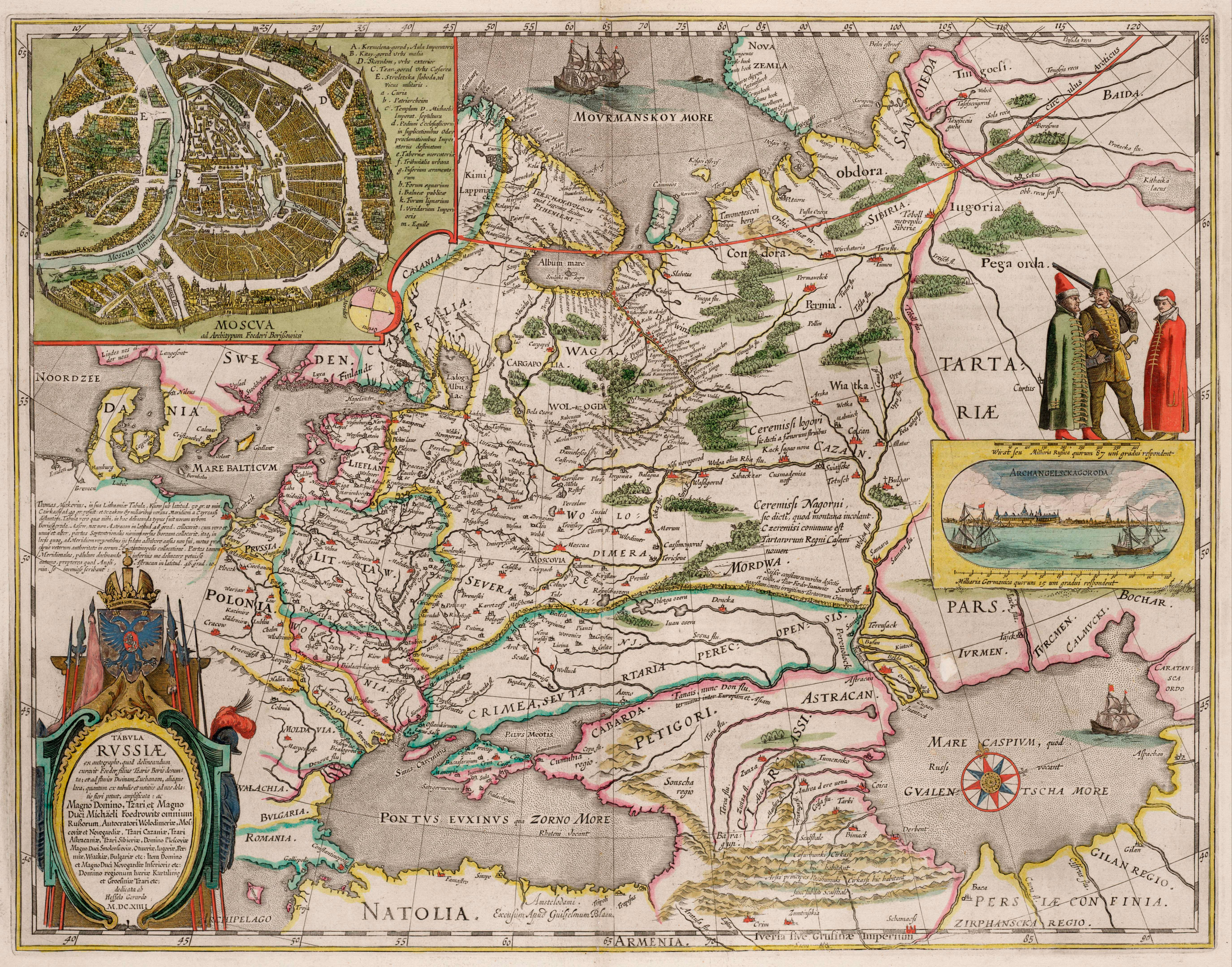
フョードル2世が作成させた「ロシアの地図」。「Iveria sive Grusinæ Imperium」（イベリアまたはグルジア王国）という一文がある。ヘッセル・ゲリッツ出版。（1614年、アムステルダム）

一般に「ロシア語由来」とされる外名「Грузия」の語源としては、単に「グルド人の土地」を意味する「グルジスタン」からの転訛にすぎないという説がある。その根拠はトルコ語やペルシャ語でも「グルジスタン」に類似の発音であるとし、辻原康夫説では内名 kartvel-i や Sakartvelo も本来は「グルド」と同根という。
当該国及び民族と歴史的に関わりが深いイランやその他のイスラーム教国では、当該国を「グルジ」と呼ぶ。これに「〜の地」を意味する接尾辞「スターン」を付加して「グルジスターン」と呼ぶことも一般的である。イラン百科事典に引用された Lang (1966年) 説では英単語の"Georgians"は、このペルシア語のグルジか、アラビア語のクルジに由来し、国の守護聖人聖ゲオルギオスに由来するという説は「広く知られてはいるものの誤りである」としている。
ロシアの文献で「Грузия」が初めて確認されるのは、1389年のイグナティ・スモルニエーニンの紀行に見る「гурзи」と、アファーナシ・ニキーチンの1466年-1472年の著作に記された「Гурзыньская земля」（グルジア人の地）である。このロシア語名がスラヴ語派の各言語や、歴史上においてロシア帝国と関わりを持ったいくつかの国の言語に持ち込まれたことは後述する。
日本では20世紀後半から21世紀初頭まで「グルジア」と呼ばれていたが、後述のように明治から昭和時代中期までは主に「ジョルジア」が用いられていた。同様に、現代ヘブライ語ではגרוזיה（グルツィア）であるが、ソビエト連邦からイスラエルの移住者が増加する1970年代まではגאורגיה（ジョージア）とגורג'יה（ゲルジア）も使われていた。

「グルジア系統」の外名を使用している言語にはチェコ語（Gruzie）、ポーランド語（Gruzja）、ブルガリア語（Gruusia）、セルボ・クロアチア語（Грузија/Gruzija）、スロバキア語（Gruzínsko）、スロベニア語（Gruzija）、ベラルーシ語（Грузія）、マケドニア語（Грузија）、ウクライナ語（Грузія）等のスラブ諸語やトルコ語 （Gürcistan）、アゼルバイジャン語（Gürcüstan）に代表されるチュルク諸語、そしてエストニア語 （Gruusia）、ラトビア語（Gruzija）、ハンガリー語（Grúzia）、ヘブライ語（גאורגיה）、ペルシャ語（گُرج）、クルド語（Gurcistan）がある。
2005年8月、駐イスラエル大使のラシャ・ジュヴァニアはヘブライ語話者に「グルジア」ではなくגאורגיה ジョージアと呼ぶよう要請し、イスラエル政府はこの要請への態度を明確にしていないが民間では主として「ジョージア」が徐々に使われている。2009年12月には同じ要請がリトアニアに発され、国家リトアニア語委員会が調査に着手。その結果、2017年9月に国会議長のヴィクトラス・プランツキエティスが「2018年以降はグルジヤ ("Gruzija") の使用を取りやめ"Sakartvelas" サカルトヴェラスに外名を変更する」と発表した。リトアニアによる外名変更は、ソビエト連邦構成国を前身とする国家では初の事例と見られる。
2011年6月には、大韓民国との外相会談で朝鮮語の外名を그루지야（グルジア）から조지아（ジョージア）に変えることで合意した。ただし、北朝鮮では韓国での呼称変更後も「グルジア」が引き続き使用されている。日本では後述のように、2015年4月から「グルジア」から「ジョージア」へ外名が変更された。
「喬治亞」を使用している台湾以外の漢字文化圏では「グルジア」を音訳した「格鲁吉亚」（簡体字）が中華人民共和国の大陸部で、また「格魯吉亞」（繁体字）が香港で使用されている。

## 日本における外名の変遷
開国後の日本ではロシア帝国の被支配下に置かれていた当地についてロシア語由来の「グルジヤ」、もしくは英語の"Georgia"を音韻転写した「ジョルジア」の2通りの外名が用いられていた。この「ジョルジア」は20世紀半ばまで用いられたが、1956年（昭和31年）の日ソ共同宣言以降は共産圏の報道に強みを持つラヂオプレスで「グルジア」が用いられたこともあり、次第に「グルジア」が「ジョルジア」に対して多数を占めるに至った。
1991年（平成3年）のソビエト連邦の崩壊による再度の独立回復により、旧ソ連時代に用いられたロシア語は公用語とされなくなった。そして1992年（平成4年）4月に日本との国交が樹立されて以降は、モスクワを経由せず現地の情報が直に日本へ入るようになったこともあり、特に多数民族のカルトヴェリ人の間で根強い反露感情についても周知される機会が増加している。そうした経緯から2000年代半ばより特許分野や一部のワイン輸入事業者などで自主的に「ジョージア」が使用されるようになった。2008年に南オセチアの独立主張を巡ってロシアとの間で勃発した南オセチア紛争はこの流れを決定づける契機になり、国際通貨基金（IMF）でも2012年（平成24年）版の『IMFを通じた日本の技術支援活動等に関する年次報告書』では「ジョージア」を使用している。
こうした情勢の変化も後押しする形で2014年（平成26年）には両国の首脳会談で日本政府に対して「グルジア」の使用取りやめおよび「ジョージア」への外名変更が正式に要請されるに至り、日本では2015年（平成27年）の在外公館の名称及び位置並びに在外公館に勤務する外務公務員の給与に関する法律（在外公館設置法）の別表改正を経て同年4月22日より「ジョージア」を正式な外名とした。政体の変革などを理由とする場合を別にして、日本政府が外国政府から個別関係下で行われた要請に基づき外名を変更したのは、1986年以来2例目である。マスメディアでは政府による外名変更を受けて一斉に「ジョージア」への切り替えが進められたが、一部では「ジョージア（グルジア）」と以前の外名もしくは現在の外名を括弧書きで並記する事例も見られる。
なお「ジョージア」は2000年代以前に全く使用例が無いレトロニムではなく、早い時期では大正から昭和初期（1920年代-1930年代）当時の主流「ジョルジア」の表記ゆれと言う形で、少数ながら使用例が見られる。
一方で「グルジア語」「グルジア文字」「グルジア料理」など「グルジア」を冠するものの名称は、本来は国家の名称とは関係ないが、政治的な都合から「ジョージア語」「ジョージア文字」「ジョージア料理」などに置き換える事例も一部に見られる。また、英語で慣例化されている国と州の混同を避ける"Country of Georgia"および"State of Georgia"の呼び分けと同様に、米ジョージア州と区別を付ける目的もあり、1995年の憲法採択以降は正式名称に（「共和国」など）政体を含まないながらも「ジョージア国」とする用例が当事国の大使館を含めて確認される。